# Šest stupňů odloučení (film)
Šest stupňů odloučení (v anglickém originále Six Degrees of Separation) je americký dramatický film z roku 1993. Režisérem filmu je Fred Schepisi. Hlavní role ve filmu ztvárnili Stockard Channing, Will Smith, Donald Sutherland, Ian McKellen a Mary Beth Hurt.

## Ocenění
Stockard Channing byla za svou roli v tomto filmu nominována na Oscara a Zlatý glóbus.

## Obsazení
| Stockard Channing | Ouisa Kittredge |
| Will Smith        | Paul            |
| Donald Sutherland | Flan Kittredge  |
| Ian McKellen      | Geoffrey Miller |
| Mary Beth Hurt    | Kitty           |
| Heather Graham    | Elizabeth       |
| Bruce Davison     | Larkin          |
| Richard Masur     | Dr. Fine        |